# Clit Revolution
Clit Revolution est une série documentaire « qui invite les femmes à dénoncer l'ordre établi en prenant conscience du pouvoir politique de leur corps », selon sa description faîte sur la chaîne de diffusion France.tv Slash. Elle est écrite et réalisée par la journaliste Sarah Constantin et par la réalisatrice Elvire Duvelle-Charles. 

## Histoire

### Les réalisatrices

#### Elvire Duvelle-Charles[2]
Elvire Duvelle-Charles est journaliste, réalisatrice et activiste féministe. En 2012, elle fait son entrée dans l'activisme avec le groupe militant Femen. Depuis ce rapprochement, elle décline les différents modes d'actions pour se faire entendre : happenings seins nus, parodie de clip de rap, affichage sauvage,...
En réalisant la série documentaire Clit Revolution, aux côtés de Sarah Constantin, et en alimentant le compte Instagram éponyme, elle lutte pour une « révolution de l'intime ». 

#### Sarah Constantin
Sarah Constantin est journaliste, et plus particulièrement une gonzo journaliste. Elle défend les droits des femmes au travers de la presse et des médias. Elle est également militante Femen. 
Les deux réalisatrices de la série documentaire se sont rencontrées en 2012, grâce à leur activisme chez Femen.

### Résumé des épisodes
| Episode | Titre                                                       | Sujet | Invité(e)         |
| ------- | ----------------------------------------------------------- | --- | ----------------- |
| #1      | Préliminaires : dessine-moi un clit                         | Histoire de la représentation de la vulve. Rencontre avec un chirurgien qui s'occupe d'opérations plastiques de vulves. | Dr Abécassis      |
| #2      | Le porno féministe : un orgasme dans ton casque             | La pornographie est omniprésente dans notre société, mais elle est phallocentrée et souvent violente à l'égard des femmes. Clit Revolution nous montre qu'il existe des alternatives. | Olympe de G       |
| #3      | Et toi, tu te touches ?                                     | Constat que l'Histoire a eu tendance à déconseiller la masturbation aux femmes. Or, il est temps de combattre ce tabou. | Heidi Switch      |
| #4      | La revanche du clitoris                                     | Le clitoris est un organe encore trop peu connu. Avec l'aide de l'artiste Sophia Wallace (créatrice de Cliteracy), elles tentent de faire évoluer cette méconnaissance. | Sophia Wallace    |
| #5      | Dès le lycée, changer le Monde                              | Les nouvelles technologies peuvent-elles être un levier contre l'excision ? C'est la question à laquelle un groupe de lycéennes et d'étudiantes Kenyanes répondent en créant l'application ICut. | La Team Restorers |
| #6      | L'IVG c'est sacré                                           | Rencontre avec une militante des droits humains marocaines, qui se bat pour les libertés sexuelles et individuelles de femmes, et donc pour un accès libre et gratuit à l'Interruption Volontaire de Grossesse. | Ibtissame Lachgar |
| #7      | « P*te », Sal*pe » : ces femmes ont une réponse badass      | Rencontre avec l'artiste et militante chilienne Cheril Linett, qui se sert des insultes misogynes comme d'un point central de son militantisme. En espagnol, les femmes sont parfois insultées de « Yeguas » (qui veut dire « jument »). Elle utilise cette insulte pour créer les « Yeguada LatinoAmericana » et mène des actions politiques, qualifiées de « dissidences sexuelles ». | Cheril Linett     |
| #8      | Censure au Japon : emprisonnée pour un moulage de son corps | Megumi Igarashi est une artiste japonaise. Elle a été emprisonnée pour avoir fait une sculpture à partir d'un moulage de sa vulve. Les réalisatrices de Clit Revolution partent à sa rencontre afin de déceler le paradoxe de la société japonaise à propos de la sexualité. Elles font finalement un tour au festival de Kawasaki, qui est destiné au phallus.                         | Megumi Igarashi   |
| #9      | C'est une révolte ? Non, Sir, c'est une révolution          | Discussion avec des abonnés de ce que leur a apporté le mouvement Clit Revolution. Puis, session de collages dans les rues de Paris. |                   |

## Leur ouvrage
Après la publication de la web-série Clit Revolution, Sarah Constantin et Elvire Duvelle-Charles publient le « Manuel d'activisme féministe » chez la maison d'édition « des femmes Antoinette Fouque ». Le manuel est illustré par Alice Des, comme toute la web-série d'ailleurs. 
Dans ce livre, les autrices se proposent de donner des clefs pour sauter le pas dans le monde de l'activisme féministe. Elles proposent, dans la lignée de leur série documentaire, un tour du monde des différents modes d'actions qui existent, afin que chaque lecteur trouve celui qui lui correspond. 

## L'accueil de ces œuvres par le public

### La série documentaire
« C'est ça la CLIT révolution : des initiatives inspirantes et des héroïnes modernes qui font de leur sexualité un outil émancipateur. D’empowerment, de lutte contre une culture patriarcale. Et chacune de ces rencontres, une par épisode, révèle à la téléspectatrice que son intimité est - partout - une question politique. » Juliette Hocheberg. Marie-Claire.
« Le but ? Libérer la parole, lever les tabous mais aussi démontrer que le plaisir féminin a longtemps été cadenassé par une société patriarcale et qu’il peut être un outil d’empowerment. » Laurence Donis. ELLE, 18 mars 2019.

### Le manuel
« Ce livre est parfois, un cours d’histoire, passionnant, où il est question d’Olympe de Gouges, des suffragettes, du MLF, de féministes ». Arts Libre, La Libre Belgique, 10 mars 2020
« Cet ouvrage constitue ainsi un manuel de survie par l’organisation et la transmission des savoirs en matière de luttes modernes au temps aussi du cyberharcèlement ». Médiapart, 12 mars 2020
« LA bible de celles qui veulent agir ». Cheek Magazine, 25 mars 2020
« Portrait d’une femme qui incarne la génération post #MeToo : Elvire Duvelle-Charles ». La Revue des Parents, avril 2020